# Legació apostòlica de Romanya
La legació apostòlica de Romanya (en termes formals Exarchatus Ravennæ) va ser una subdivisió administrativa dels Estats pontificis. Formada als anys quaranta del segle xvi, la seva història acaba en 1797 amb l'annexió a la República Cisalpina.

## Història
Les dates principals de la creació de la legació van ser les següents:
- 4 de setembre de 1540: el Papa Pau III va decidir nomenar un llegat apostòlic a latere per a la Romanya, amb seu a Ravenna;
- 1545: autonomia de la legació de Romanya a partir de la de Bolonya.

Els episodis que van decretar la desaparició van ser:
- 19 de febrer de 1797 el Papa Pius VI va renunciar a tots els seus drets sobre la legació (Tractat de Tolentino)
- 19 de maig: la legació es va unir a la República Cispadana, però el 29 de juny de 1797 passà a formar part de la República Cisalpina.

Després del regne napoleònic d'Itàlia, la legació de Romanya va ser restaurada immediatament, posant com a capital la ciutat cap de Forlì, i el juliol de 1815 va ser confiada al llegat monsenyor Tiberio Pacca. Un any més tard, una reforma administrativa la va reemplaçar amb les dues legacions apostoliques de Forlì i Ravenna (juliol de 1816).

## Extensió i població
El territori de la Legació (o província) incloïa les comissions de:
- Ravenna
- Comacchio
- Cervia
- Rímini
- Cesena
- Bertinoro
- Forlì amb els vicariats de Santarcangelo, Montefeltro, Sarsina i Fiumane di Galeata
- Faenza
- Imola

La seu de la legació es va establir al palau apostòlic de Ravenna a partir de 1544.

La Província limitava al sud amb la Marca anconitana i el Gran Ducat de la Toscana, a l'oest amb la legació de Bolonya i al nord amb el Ducat de Ferrara.
Encara a inicis del segle xviii (1708), entre les noves seus episcopals, la més notable era la de Faenza:
| Diòcesi   | Població | Parròquies |
| Faenza    | 60.134   | 129        |
| Rimini    | 56.648   | 141        |
| Imola     | 54.283   | 123        |
| Ravenna   | 45.111   | 62         |
| Forlì     | 26.241   | 51         |
| Cesena    | 24.849   | 44         |
| Bertinoro | 11.412   | 46         |
| Sarsina   | 7.275    | 41         |
| Cervia    | 2.237    | 3          |

## Govern local
Els càrrecs més importants a nivell local eren els del governador i el de masover. El primer exercia el poder judicial i responia al cardenal legat; el segon era el titular de la gestió financera.

## Cronologia dels Llegats del 1540 al 1797
| Data di nomina            | Nome                                                       |
| 24 de setembre de 1540    | Giovanni Maria Del Monte                                   |
| 26 d'agost de 1545        | Girolamo Capodiferro                                       |
| 22 de maig de 1551        | Giovanni Angelo Medici                                     |
| 30 d'agost de 1555        | Revocació de totes les ciutats legatícies, llevat d'Avinyó |
| 26 d'abril de 1560        | Carles Borromeu                                            |
| 30 de desembre de 1563    | Revocació de totes les ciutats legatícies.                 |
| 17 d'agost de 1565        | Carles Borromeu                                            |
| 5 de gener de 1570        | Alessandro Sforza                                          |
| 1575                      | …                                                          |
| 11 de juliol de 1580      | Alessandro Sforza                                          |
| 25 d'octubre de 1581      | Guido Luca Ferrero                                         |
| 13 de maig de 1585        | Giulio Canani                                              |
| 28 de juliol de 1586      | Domenico Pinelli                                           |
| 15 de gener de 1590       | Antonio Maria Galli                                        |
| 31 de desembre de 1590    | Paolo Camillo Sfondrati                                    |
| 10 de març de 1591        | Francesco Sforza                                           |
| 14 d'abril de 1597        | Ottavio Bandini                                            |
| 25 de novembre de 1598    | Giovanni Francesco di San Giorgio                          |
| 25 de setembre de 1606    | Bonifazio Caetani                                          |
| 4 de juny de 1612         | Domenico Rivarola                                          |
| 17 de maig de 1621 - 1626 | Alessandro Orsini                                          |
| 19 de novembre de 1629    | Antonio Barberini                                          |
| 21 de maig de 1640        | Marcantonio Franciotti                                     |
| 20 d'octubre de 1642      | Antonio Barberini (2n mandat)                              |
| 15 de juny de 1648        | Alderano Cybo                                              |
| 3 de juliol de 1651       | Giovanni Stefano Donghi                                    |
| 22 de juny de 1654        | Ottavio Acquaviva d'Aragona                                |
| 23 d'abril de 1657        | Giberto Borromeo                                           |
| 5 de maig de 1660         | Volunnio Bandinelli                                        |
| 21 d'abril de 1664        | Celio Piccolomini                                          |
| 1666                      | Paolo Savelli                                              |
| 22 d'agost de 1667        | Carlo Roberti Vittorj                                      |
| 6 d'octubre de 1670       | Giulio Gabrielli el Vell                                   |
| 8 de març de 1677         | Lorenzo Raggi                                              |
| 3 de març de 1687         | Domenico Maria Corsi                                       |
| 9 de març de 1693         | Fortunato Carafa                                           |
| 4 de gener de 1694        | Francesco Barberini                                        |
| 24 de setembre de 1696    | Fulvio Astalli                                             |
| 6 de juny de 1701         | Marcello Durazzo                                           |
| 25 de juny de 1706        | Filippo Antonio Gualterio                                  |
| 9 de setembre de 1709     | Tommaso Ruffo                                              |
| 27 de novembre de 1713    | Ulisse Gozzadini                                           |
| 12 d'abril de 1717        | Giovanni Antonio Davia                                     |
| 20 de març de 1720        | Cornelio Bentivoglio                                       |
| 11 de setembre de 1726    | Carlo Marini                                               |
| 11 de desembre de 1730    | Bartolomeo Massei                                          |
| 17 de gener de 1735       | Julio Alberoni                                             |
| 9 de setembre de 1739     | Carlo Marini (2º mandato)                                  |
| 3 d'octubre de 1743       | Pompeo Aldrovandi                                          |
| 19 de setembre de 1746    | Giacomo Oddi                                               |
| 22 de juliol de 1750      | Mario Bolognetti                                           |
| 16 de setembre de 1754    | Enrico Enriquez                                            |
| 20 de setembre de 1756    | Giovanni Francesco Stoppani                                |
| 13 de juliol de 1761      | Ludovico Gualtieri                                         |
| 17 d'agost de 1761        | Ignazio Michele Crivelli                                   |
| 1 de desembre de 1766     | Niccolò Oddi                                               |
| 25 de gener de 1768       | Enea Silvio Piccolomini                                    |
| 19 de desembre de 1768    | Vitaliano Borromeo                                         |
| 1 de juny de 1778         | Luigi Valenti Gonzaga                                      |
| 24 de juliol de 1786      | Nicola Colonna di Stigliano                                |
| 1 de juny de 1795         | Antonio Dugnani                                            |

## Cronologia dels Presidents del 1540 al 1648
| Data de nomenament                      | Nom                                              | Origen                                           |
| 1539-1540                               | Giovanni Guidiccioni                             | bisbe de Fossombrone                             |
| 19 d'abril de 1542                      | Bernardino Castellari                            | bisbe de Casale                                  |
| 15 de juliol de 1543                    | Benedetto Conversini                             | bisbe de Jesi                                    |
| 1 de març de 1556                       | Pierdonato Cesi                                  | bisbe de Narni                                   |
| 1 de maig de 1559                       | Giovan Battista Doria                            |                                                  |
| 25 de març de 1564                      | Girolamo Federici                                | bisbe de Martorano                               |
| 16 de febrer de 1566                    | Francesco Guarini                                | bisbe d'Imola                                    |
| 1 de gener de 1567                      | Monte Valenti                                    | noble de Spoleto                                 |
| 1569                                    | Pier Donato Cesi                                 |                                                  |
| 15 de desembre de 1572                  | Filippo Sega                                     |                                                  |
| 10 de setembre de 1575                  | Lattanzio Lattanzi                               |                                                  |
| 1 de febrer de 1576                     | Francesco di San Giorgio                         | cardenal de San Clemente                         |
| 28 de desembre de 1578                  | Giovanni Pietro Ghislieri                        | Jurista                                          |
| 16 de setembre de 1583                  | Cristoforo Boncompagni                           | arquebisbe de Ravenna                            |
| 5 de setembre de 1587                   | Giovanni Pellicani                               | noble de Macerata                                |
| 25 de juliol de 1588                    | Giulio Schiaffinati                              | noble de Milà                                    |
| 1 d'abril de 1589                       | Valerio Corbari Montemarte                       | noble d'Orvieto                                  |
| 26 de gener de 1593                     | Francesco di San Giorgio (2n mandat)             | cardenal de San Clemente                         |
| 10 de gener de 1594                     | Fantino Petrignani                               | bisbe de Cosenza                                 |
| 22 de gener de 1599                     | Marsilio Landriani                               | bisbe de Vigevano                                |
| 14 de maig de 1602                      | Giovan Battista Volta                            | noble de Bolonya                                 |
| 1604                                    | Alessandro Centurione                            | També arquebisbe de Gènova                       |
| 25 de setembre de 1606                  | Bonifazio Caetani                                | bisbe de Cassano                                 |
| 1612-1621                               | Governador i vicelegat de Domenico Rivarola      | Governador i vicelegat de Domenico Rivarola      |
| 5 de novembre de 1623                   | Girolamo Vidoni                                  |                                                  |
| 20 de febrer de 1625                    | Giovanni Benini                                  | bisbe d'Adrianopoli                              |
| 25 de juny de 1625                      | Ottavio Corsini                                  | arquebisbe de Tars                               |
| 1630                                    | Ottavio Corsini (2º mandat)                      | arquebisbe de Tars                               |
| 4 de juny de 1636                       | Emilio Altieri (ad interim)                      | bisbe de Camerino                                |
| 18 de juliol de 1636                    | Onorato Visconti                                 | bisbe de Larissa                                 |
| 1640-1642                               | Governador i vicelegat de Marcantonio Franciotti | Governador i vicelegat de Marcantonio Franciotti |
| 31 d'octubre de 1644                    | Giambattista Spada                               | cardenal de Santa Susanna                        |
| A partir de 1648 no es nomenà ningú més |                                                  |                                                  |